# Barrozzo Netto

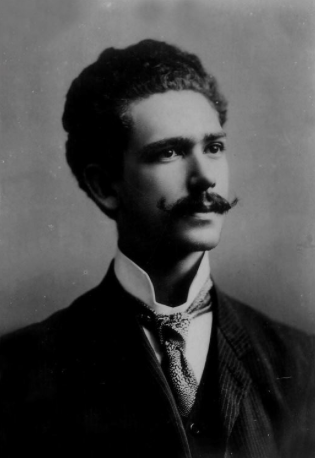
Joaquim Antonio Barrozzo Netto (ca. 1900er Jahre)

Joaquim Antonio Barrozzo Netto (* 30. Januar 1881 in Rio de Janeiro; † 1. September 1941 ebenda) war ein brasilianischer Pianist, Komponist und Hochschulpädagoge. Barrozzo Netto war der Großvater des brasilianischen Bassisten Sergio Barroso.

## Leben
Barrozzo Netto begann seine Klavierausbildung bei Francisco Malio und studierte später am Instituto Nacional de Música, wo er ab 1906 auch als Professor für Klavier unterrichtete. Er studierte bei Henrique Braga, Ignacio Francisco Araújo de Porto Alegre, Frederico Nascimento, Alberto Nepomuceno und Alfredo Bevilacqua. Barrozzo Netto wurde Anfang der 1920er Jahre Direktor der Sociedade de Cultura Musical. 1936 gründete er einen Chor.
Barrozzo Netto gründete zur Verbreitung des brasilianischen Kammermusikrepertoires ein Klaviertrio, mit dem er umfangreich tätig war. Mitglieder des Trios waren neben ihm der brasilianische Violinist und Dirigent Humberto Milano (1878–1933) und der brasilianische Cellist Alfredo Gomez.
Als Komponist hinterließ Barrozzo Netto ein umfangreiches Werk hauptsächlich mit Klavierstücken, die zum Teil ein außerordentliches Maß an Virtuosität erfordern. Zu seinen bedeutenden Werken zählen u. a. sein Konzert für Klavier und Orchester, seine Oper A Rainha da noite (dt.: Die Königin der Nacht) sowie seine Suite für Chor und Orchester Vozes da floresta (dt.: Stimmen des Waldes).

## Hörbeispiele von Kompositionen bei YouTube
- Suite für Chor und Orchester Vozes da floresta (dt.: Stimmen des Waldes)
- Cachimbando interpretiert von Honorina Silva
- Canto de marujo (Seemannslied)
- Cavalinho de pau
- Rapsódia guerreira
- Valsa lenta (Langsamer Walzer)
- Documentos da Música Brasileira Vol.12, Funarte Promemus, MMB 79.012 (veröffentlicht 1979). Werke von Barrozzo Netto und Carlos de Mesquitas